# 555468 Tokarczuk
555468 Tokarczuk este o planetă minoră (asteroid) din centura de asteroizi. A fost descoperită pe 12 septembrie 2013 la  de  și a fost numită după Olga Tokarczuk. 
Obiectul prezintă o orbită caracterizată de o semiaxă mare de 2,8115360675287 UAi, o excentricitate de 0,19529888948939, o înclinație de 12,09864173163 ° în raport cu ecliptica.